# Polo Químico de Huelva

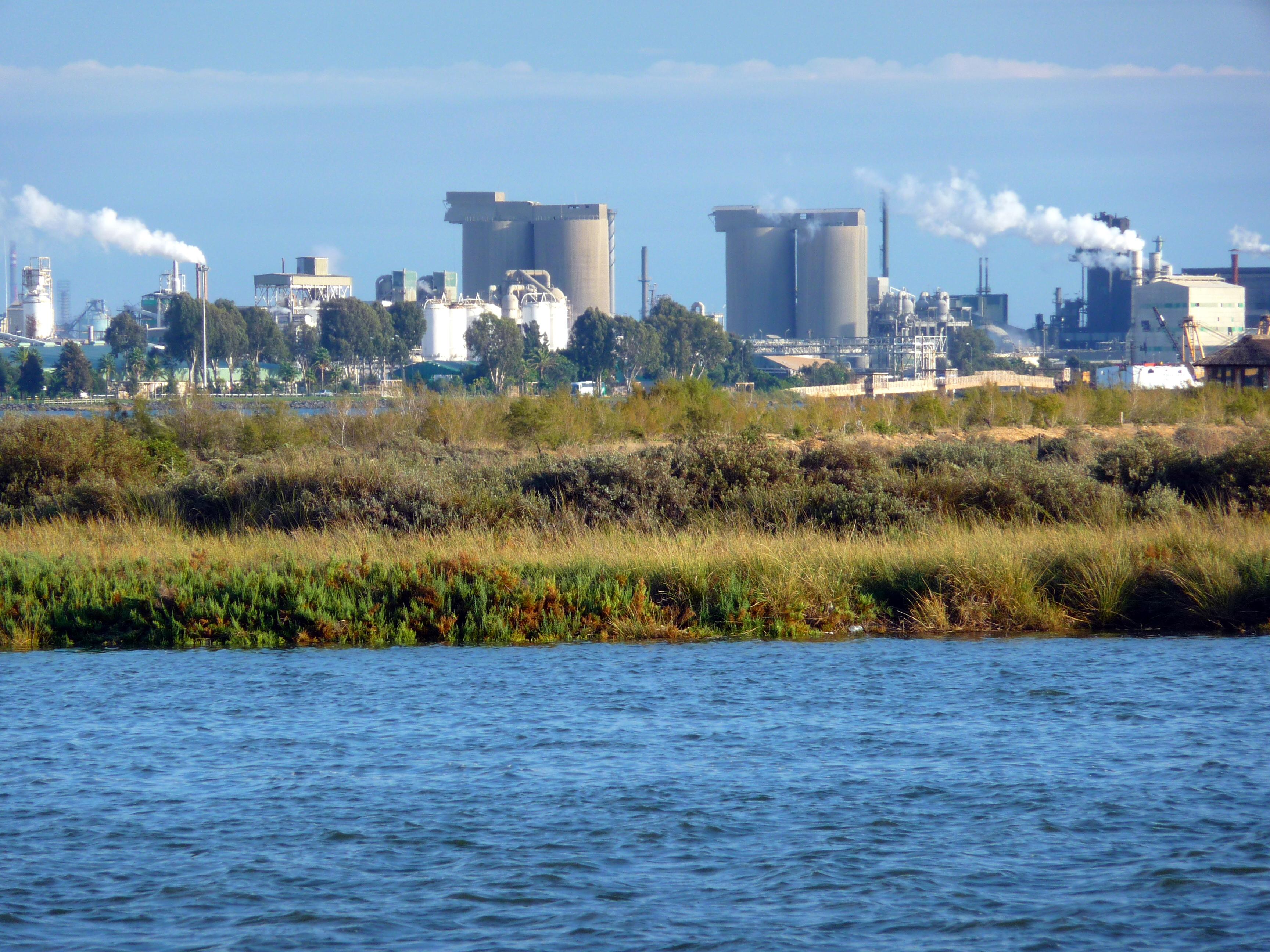
Instalaciones en la Punta del Sebo.

El Polo Químico de Promoción y Desarrollo de Huelva, también conocido simplemente como el Polo Químico de Huelva, es el nombre que recibe el grupo de instalaciones e infraestructuras pertenecientes al sector de la industria petroquímica que encuentran situadas en la provincia de Huelva (España), al sur del casco urbano de la capital provincial. El complejo industrial fue puesto en marcha durante la segunda mitad del siglo XX, abarcando diversas ramas de producción.

## Historia

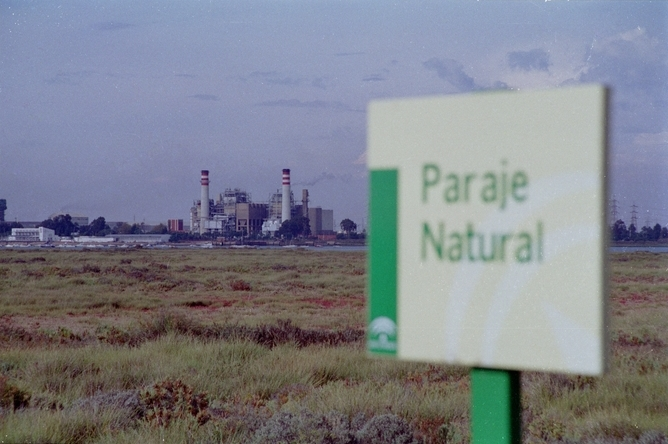
Imagen del Polo Químico desde el espacio natural de Marismas del Odiel.

La provincia de Huelva ha constituido históricamente un importante foco minero al que se le sumó su natural salida al mar mediante la Ría de Huelva. Especialmente importantes han sido las cuencas mineras de Riotinto y Tharsis-La Zarza. Por ello, desde la prehistoria, el tránsito entre las zonas mineras y la costa, generalmente a través del río Tinto, fue frecuente. Ya en el siglo XIX, diferentes empresas mineras, como la Rio Tinto Company Limited o Tharsis Sulphur and Copper Company Limited, promovieron una primera industrialización en la zona, pero no sería hasta el siglo XX cuando fructificaron las propuestas de desarrollar esos terrenos.
La primera intención para instalar un importante complejo industrial en Huelva fue planteada en 1870 por José Monasterio Correa. A principios del siglo XX se abre la avenida Francisco Montenegro en la margen izquierda del río Odiel con los dragados del mismo río para permitir el acceso a mayores buques al puerto de Huelva, especialmente a los muelles mineros de Tharsis y Rio Tinto. Esos terrenos se crearon como terrenos de uso industrial y se ofrecieron a las compañías mineras para desarrollar en ellos su actividad transformadora, sin éxito inicialmente, ya que se siguieron exportando los minerales sin transformar en metales ni fertilizantes.
No fue hasta el año 1964 cuando el Gobierno de Franco —durante la alcaldía en la capital de Federico Molina— aprobó por decreto de 30 de enero de 1964 la construcción de un Polo de Promoción Industrial en estos terrenos, lo que cambiaría la geografía, la población y la política de la zona en muchos aspectos. Su instalación en la zona se debió (entre otros aspectos) al alto grado de subdesarrollo y desempleo existente entonces en la zona, y a la necesidad de aprovechar la ingente y cercana producción minera, posibilitando con ello que esta se trabajara y quedara en el país. Empresas como la Compañía Española de Minas de Río Tinto (CEMRT) jugaron un importante papel en el desarrollo del Polo Químico onubense. De hecho, la CEMRT instaló en la zona una planta electrolítica para la obtención de cobre puro, así como una refinería de petróleo en la zona de Palos de la Frontera, plantas de producción química, etc. Años después sería el grupo Unión Explosivos Río Tinto (ERT), sucesor de la antigua CEMRT, el que llegó a ejercer un importante predominio en el Polo Químico.
Entre las décadas de 1970 y 1980 el Polo Químico vivió una importante expansión, que incluyó la instalación de nuevas factorías e instalaciones diversas. Durante aquellos años se instalaron en la zona empresas como Río Gulf Petroquímica, Ertisa, Río Tinto Minera, Foret, Interquímica, Fosfórico Español, Odiel Química, Fertiberia, Derivados del Flúor, etc. Con posterioridad, tras la reconversión industrial de los años 1980-1990, se instalarían empresas como CLH, Atlantic Copper, Cepsa, Ence,  FMC Foret o Repsol. En la década de 1980 se empezó a poner de manifiesto el problema provocado por la contaminación, pues para 1987 las plantas del Polo Industrial arrojaban a la ría de Huelva unas 50.000 toneladas de ácido sulfúrico, 12.000 toneladas de metales pesados y 700.000 toneladas de sulfatos. Ante la degradación ecológica de las aguas y el grave problema medioambiental que esto provocaba, las autoridades elaboraron en 1987 un Plan Corrector de Vertidos con el que revertir esta situación.

## Áreas industriales
Las diferentes instalaciones industriales han terminado abarcando diferentes espacios en la zona:
- La avenida Francisco Montenegro hasta la Punta del Sebo, desembocadura natural de los ríos Odiel y Tinto.
- Para unir las márgenes del río Tinto se construyó un puente para tráfico rodado y vía férrea que en su tiempo fue el de mayor anchura de España, desde la Punta del Sebo (Huelva) al Puerto Exterior (Palos de la Frontera), posibilitando la instalación de la mayor parte de las industrias en esta zona.
- Antigua carretera de Sevilla, en una zona cercana a San Juan del Puerto, en la que se instalaron, principalmente, empresas relacionadas con la manufactura de celulosa.

## Red ferroviaria
El Polo Químico de Huelva está enlazado con la línea Sevilla-Huelva mediante un ramal que conecta con esta a través de la denominada Bifurcación de Las Metas (punto kilométridco 106,750). A poca distancia de la bifurcación se encuentra situada la estación de Huelva-Mercancías, que dispone de una playa de clasificación para los trenes mercantes. El ramal es de ancho ibérico y su titularidad es de la Autoridad Portuaria de Huelva. Dentro del Polo existe una red de 32 kilómetros de vías férreas que abarca las zonas industriales y el puerto exterior de Huelva.

## Impacto económico y social

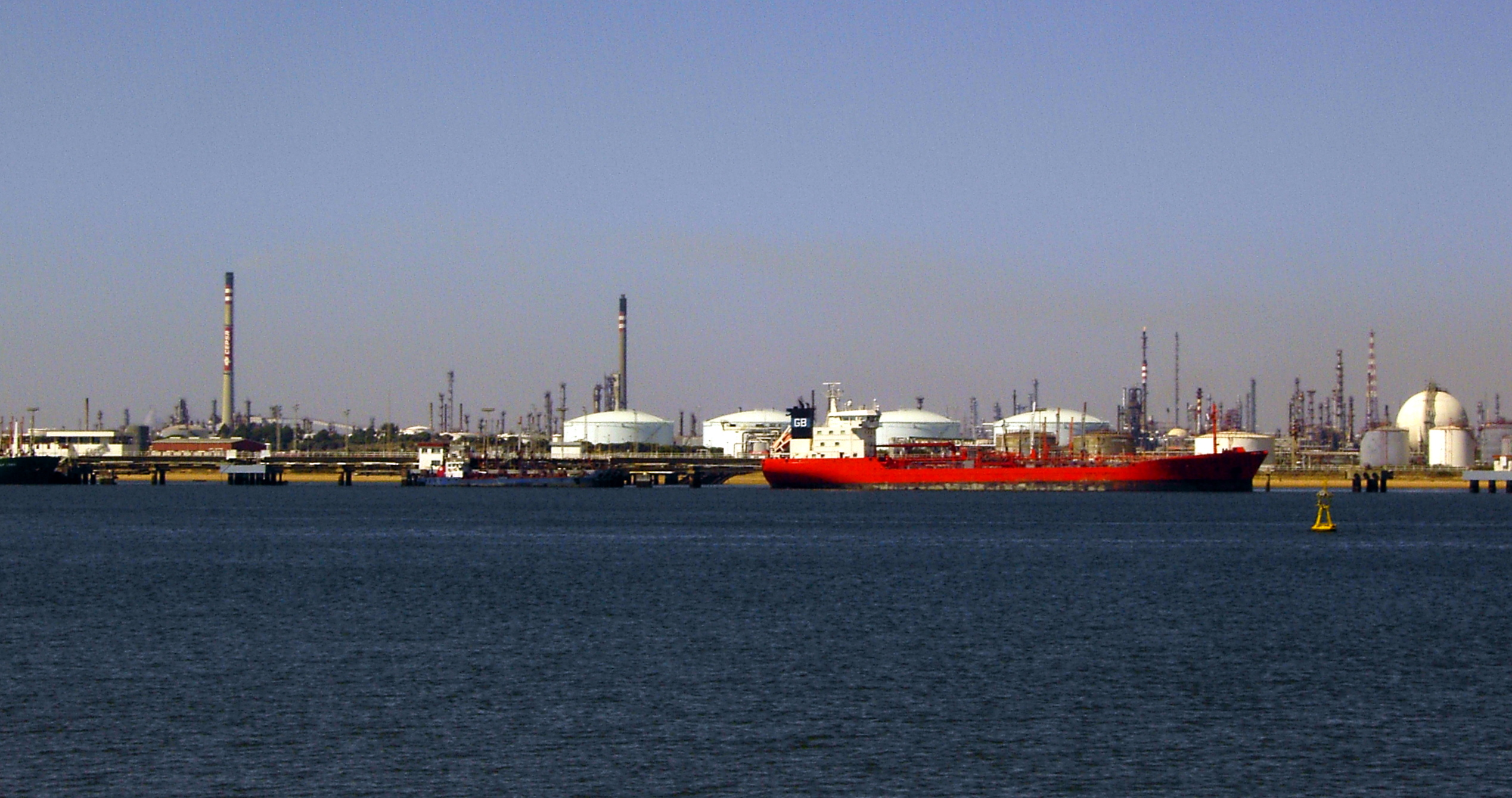
Puerto exterior del Polo.

Desde la entrada en servicio del Polo Químico la ciudad y las poblaciones cercanas están ligadas a la industria química, refinería de petróleo, gas natural, petroquímica, biocombustibles, logística, metalurgia del cobre o centrales eléctricas. En la actualidad el polo aporta una parte importante del PIB provincial y más de 15.000 puestos de trabajo. Con más de 1.500 hectáreas, es el segundo complejo industrial del país, con numerosas empresas instaladas, la mayoría agrupadas en la Asociación de Industrias Químicas, Básicas y Energéticas de Huelva (AIQBE), que generan 6.000 puestos de trabajo directos.
En otro sentido, desde algunos grupos ecologistas, se han denunciado graves enfermedades asociadas, así como un importante retroceso ecológico en la zona, indicando que la provincia de Huelva se encuentra en el espacio conocido como “triángulo de la muerte” o “zona cero”. Este espacio lo compondrían las provincias de Cádiz, Huelva y Sevilla. 
Según el mapa de mortalidad de España, “vemos una mortalidad en el sur superior a la que se observa en el norte de España. Esto refleja, en parte, la desigualdad socioeconómica”, una diferencia que estriba en enfermedades asociadas a las desigualdades socioeconómicas. Estudios iniciales del Centro Nacional de Epidemiología del Instituto de Salud Carlos III, Greenpeace o la Universidad Pompeu Fabra parecían señalar que el índice de cáncer en esta provincia es el más elevado de España, indicando que el riesgo de padecer cáncer es un 50% mayor que en el resto de España. Por su parte, un estudio inicial del Plan de Calidad Ambiental de Huelva, coordinado por el CSIC, indicaba que, por causas que podían ser achacables a la pobreza, alimentación, tabaquismo o contaminación, en Huelva hay un exceso de mortalidad por cáncer del orden del 10% para los hombres y del 6% para las mujeres, en comparación con la media andaluza. 
No obstante, estudios posteriores muestran que la incidencia de cáncer en la provincia está en la media nacional y autonómica, según declaran responsables de Salud de la Junta de Andalucía y se observa en los datos anuales del Centro Nacional de Epidemiología, aclarando que estos niveles no son achacables a la actividad industrial.

### Los fosfoyesos
A consecuencia de las actividades de Fertiberia, y en menor medida de FMC Foret, otras 1.200 ha son ocupadas de manera indirecta por el Polo Químico. Son las balsas de fosfoyesos, que están situadas a unos 700 metros de la barriada de Pérez Cubillas de Huelva y a dos kilómetros del centro de la capital, junto a las que posteriormente se han construido mil viviendas y un Parque Comercial. Las balsas de fosfoyesos del Polo Químico de Huelva están formadas por menos de 80 millones de toneladas de esta materia, frente a las más de 3.000 millones de toneladas apiladas actualmente en Europa y el mundo. 
Los fosfoyesos son el subproducto de la producción de ácido fosfórico por vía húmeda en las plantas de Fertiberia y FMC Foret, que trataban la roca fosfórica de diversos lugares como Sudáfrica, Israel, Argelia, Túnez, Marruecos, Togo o Senegal con ácido sulfúrico, obteniendo ácido fosfórico como producto y yeso (fosfoyeso) como subproducto. Esta actividad paró en 2010 y desde esa fecha no existe vertido alguno en dichas balsas, y la empresa Fertiberia está a la espera de los permisos administrativos para empezar las obras del proyecto de restauración diseñado siguiendo las indicaciones de la Audiencia Nacional y los Ministerios competentes en cada momento, que ya dictaminaron -en sentencia firme- que los fosfoyesos no se trasladarían a otro lugar.
Greenpeace denunció que el índice de cáncer en Huelva es el más elevado de España y que las balsas de fosfoyesos emiten radiación 27 veces por encima de lo permitido. Sin embargo, estudios posteriores, arriba citados muestran que el cáncer en Huelva está en los valores medios de España y Andalucía. Respecto a la radiactividad, el Consejo de Seguridad Nuclear, en todos sus estudios e informes (incluidos los destinados a Congreso y Senado), indica que no hay riesgo radiológico ni en Huelva ni en las balsas de fosfoyesos.